# Judah Benjamin
Pour les articles homonymes, voir Benjamin.
Judah Philip Benjamin (6 août 1811 - 6 mai 1884) est un homme politique et juriste américain.

## Biographie
Né sujet britannique aux Antilles, il devint citoyen des États-Unis puis des États confédérés d'Amérique. Il fut successivement membre de la Chambre des représentants de Louisiane, puis sénateur de Louisiane au Congrès des États-Unis.
Il appela les États du Sud à faire sécession pour conserver les profits garantis par la main-d’œuvre gratuite liée à l'esclavage. Il avait une plantation, Bellechasse, où travaillaient près de 150 esclaves. Il prétendait qu'il était plus humain de fouetter les Noirs et de les marquer au fer que de les mettre en prison ou de les envoyer au bagne.
Pendant la guerre de Sécession, il occupa trois postes différents au sein du Cabinet confédéré, dont celui de secrétaire à la Guerre. Il passait pour l'homme le plus puissant du gouvernement confédéré après Jefferson Davis.
Il fut le premier juif membre d'un Cabinet en Amérique du Nord et premier juif nommé à la Cour suprême des États-Unis (mais il déclinera cette nomination).
Après la chute de la Confédération, il s'installera au Royaume-Uni ou il entama une seconde carrière prospère d'avocat et fut conseil de la Reine Victoria. Il mourut en France et est enterré dans la 15e division du cimetière du Père-Lachaise.

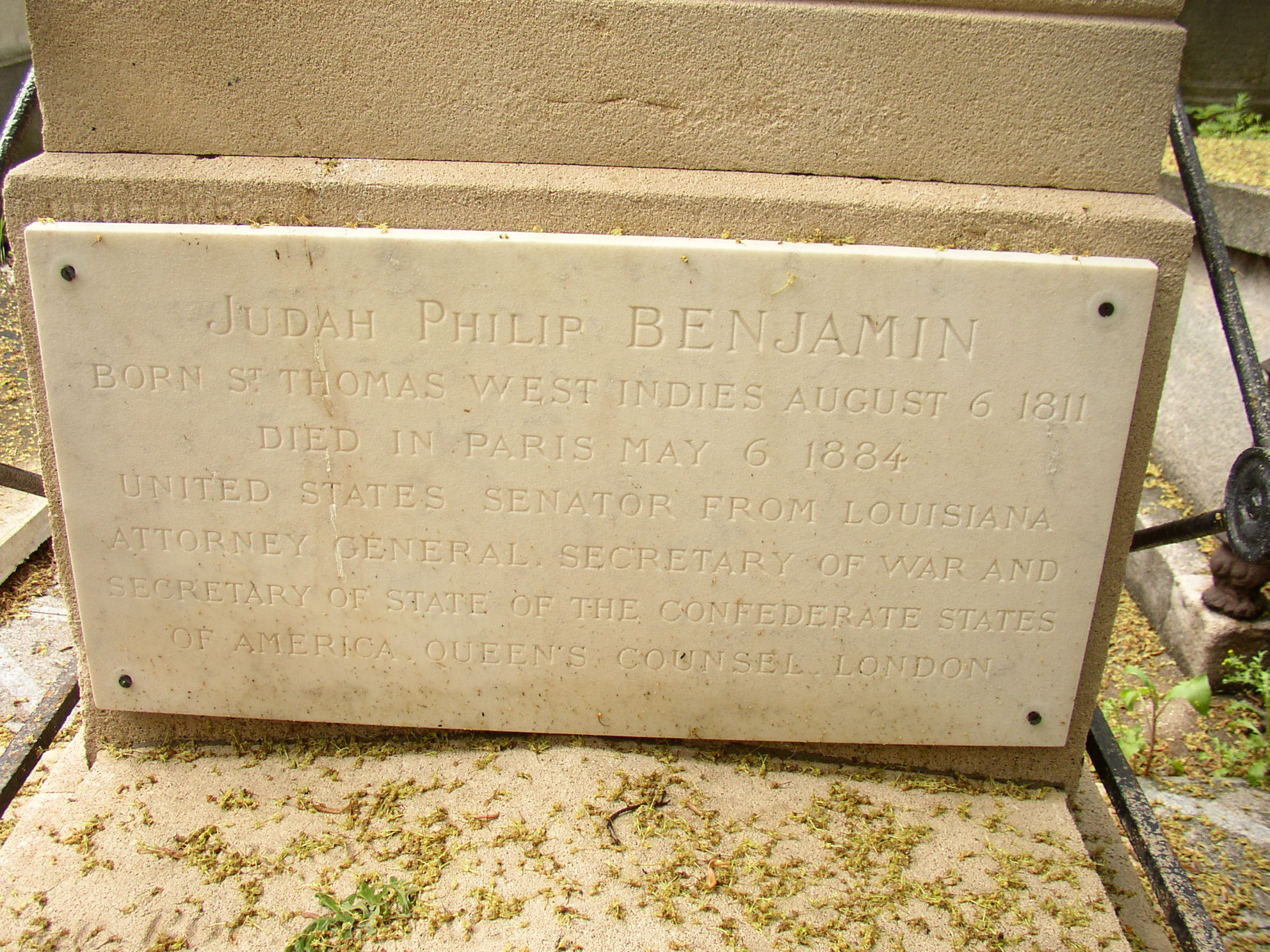
Pierre tombale au Père Lachaise.